# Hussein Ishaish
Hussein Ishaish (in arabo حسين عشيش‎?; al-Salt, 6 agosto 1995) è un pugile giordano.

## Biografia
È fratello maggiore di Zeyad Ishaish, anche lui pugile di caratura internazionale.
Ha rappresentato la Giordania ai Giochi olimpici estivi di Rio de Janeiro 2016 ed è stato portabandiera alla cerimonia d'apertura. Ha gareggiato nel torneo dei pesi supermassimi, dove è stato eliminato ai quarti per mano del francese Tony Yoka.
Si è qualificato ai Giochi olimpici di Tokyo 2020 nella categoria dei pesi massimi in cui è rimasto sconfitto ai quarti contro il brasiliano Abner Teixeira.

## Palmarès
- Campionati asiatici

Bangkok 2015: bronzo nei pesi supermassimi;
Tashkent 2017: bronzo nei pesi supermassimi;
Bangkok 2019: bronzo nei pesi supermassimi;